# SpaceEngine
SpaceEngine — виртуальный планетарий и игра в жанре космического симулятора, позволяющая исследовать Вселенную в трёх измерениях. В отличие от большинства симуляторов, пространство вселенной SpaceEngine не ограничивается пределами Солнечной системы или Млечного Пути, а имеет размеры, сопоставимые с размерами реальной видимой Вселенной. Многие известные галактики, звёзды и планеты присутствуют в SpaceEngine, а для неизученных областей космоса применяется процедурная генерация.
SpaceEngine вышла на платформе Steam в раннем доступе 11 июня 2019 года.

## Игровой процесс
Программа имеет два основных режима — планетарий и симулятор. Режим планетария похож на другие программы-планетарии, позволяя исследовать любые видимые на экране объекты и, в отличие от классических планетариев, позволяя свободно перемещаться в пространстве, вплоть до галактических масштабов. В режим симулятора можно управлять одним из космических кораблей. Присутствует механика космического полёта, учитывающая гравитацию планет и звёзд, аэродинамику в атмосферах планет, и механику гипотетического варп-двигателя Алькубьерре.
В обоих режимах представлена одна и та же вселенная. Для задания параметров объектов, известных астрономам, используются каталоги небесных тел, такие как NGC/IC и HIPPARCOS. Для объектов в неисследованных участках Вселенной, а также для известных, но недостаточно детализированных объектов, используется процедурная генерация (в том числе, процедурное текстурирование). Процедурные объекты и объекты, к которым применено процедурное формирование рельефа и текстур, имеют высокую детализацию.
Для формирования фотореалистичного изображения используются различные эффекты: тени на планетах от колец и спутников, звёздные короны, блики объектива, освещение планет и спутников друг другом, полярные сияния, эффект гравитационного линзирования черных дыр и нейтронных звёзд, рассеяние света в атмосфере и многие другие.
В программе представлено множество типов космических объектов: планеты, луны, астероиды, кометы, звёзды (а также нейтронные звёзды и черные дыры), звёздные скопления, туманности, галактики. Галактики, звёзды и планеты в SpaceEngine разделены на классы. Например, галактики делятся по последовательности Хаббла. Звёзды делятся по Гарвардской классификации и классам светимости (например, «красные гиганты», «жёлтые карлики», «голубые сверхгиганты» и так далее). Для планет и спутников используется собственная классификация: «терра» — скалистые планеты типа Земли или Марса, «карбония» — углеродные планеты, «феррия» — железные планеты, «аквария» — водные или ледяные планеты (в зависимости от температуры), «нептун» или «ледяной гигант» — газово-ледяные планеты типа Нептуна, и «юпитер» или «газовый гигант» — газовые гиганты типа Юпитера. Встречаются планеты-сироты, свободно плавающие в галактике.
В SpaceEngine есть планеты с жизнью. В настоящей версии это проявляется только в наличии текстурной растительности на поверхности планеты. Вероятность наличия жизни на планете во вселенной SpaceEngine невелика и зависит от класса звёзды, класса планеты и её температуры, а также от возраста системы.
Вселенная SpaceEngine может быть расширена пользователем: есть возможность её дополнения каталогами, моделями и текстурами.

### Управление
Управление в планетарии сводится к свободному полёту в космическом пространстве. Полёт реализован в двух основных режимах: свободный полет с управлением как в играх (клавиши WASD и мышь, либо геймпад или джойстик), и возможность автоматического подлета («автопилот») на близкое расстояние к объекту, выбранному щелчком мыши по звёздному небу, или найденному с помощью одного из инструментов поиска. Среди инструментов поиска есть карта текущей планетной системы, карта галактики, поиск объектов по имени, и меню сохраненных локаций. Для удобства навигации есть возможность включения отображения орбит планет, меток с названиями объектов и различных координатных сеток. Перелеты с помощью автопилота сохраняются в соответствующем журнале. После подлёта к объекту скорость движения автоматически регулируется в зависимости от размера объекта, а также происходит синхронизация движения и вращения наблюдателя с этим объектом.
Скорость перемещения по вселенной SpaceEngine может варьироваться в очень широких пределах: от 1 м/с до 1 гигапарсека в секунду. Масштабы исследуемых областей настолько же гибкие: от рассматривания песчинок на поверхности отдельных планет и астероидов до обзора всей вселенной SpaceEngine сразу. Для достижения такой масштабируемости используется процедурная генерация объектов, то есть неизученные участки Вселенной, галактики, планеты и их рельеф создается «на лету» самой программой.
Также в планетарии предусмотрена возможность управления временем: ускорение или замедление течения времени, его остановка, а также перемещение во времени. В игре от времени зависит положение объектов на орбитах в звездных системах и позиция вращения объектов вокруг своей оси. В текущей версии время не влияет на иные процессы реальной Вселенной (перемещение звёзд, не входящих в одну звёздную систему, перемещение галактик, эволюция звёзд и так далее). Возможность манипуляции течением времени в режиме симулятора ограничена, что связано с ограниченной точностью моделирования движения космических аппаратов, которое должно осуществляться в реальном времени.

## Разработка
Программа находится в разработке с 2008 года и первоначально являлась закрытым хобби разработчика. С 2011 года проект стал публичным, обзавелся сайтом  и начал сбор средств методом краудфандинга. 11 июня 2019 года SpaceEngine вышла на платформе Steam в раннем доступе.
Разработка программы продолжается в настоящее время. Важные этапы разработки публикуются в разделе новостей на сайте.

## Отзывы
Одним из главных достоинств SpaceEngine обычно называют качество графики. Так, журнал «Лучшие компьютерные игры» отмечает, что «на фоне красот SpaceEngine бледнеют достоинства других планетариев», а по поводу поверхности планет отзывается следующим образом: «поверхность их тоже моделируется процедурно, и так реалистично, что скриншоты порой напоминают картины художников-фантастов». Аналогично отзываются в статье, опубликованной в Канобу: «если быть предельно честным, то это самая красивая игра-программа которая есть на сегодняшний день <…> Таких красивых закатов и текстур космических объектов нет даже в коммерческих играх с многомиллионными бюджетами и огромным штатом людей». Обе публикации называют проект SpaceEngine самым амбициозным проектом в своей тематике.
Часто отмечается нестабильность работы программы, выражающаяся в частых вылетах программы. «При близком исследовании планет пять минут без вылета на рабочий стол — уже хороший результат» — отзывается журнал «Лучшие компьютерные игры». Тем не менее, после выхода версии 0.96 число аварийных завершений значительно сократилось. Также делаются замечания по поводу высоких и постоянно растущих системных требований для работы с программой.
Веб-сайт проекта SpaceEngine стал победителем в номинации «открытие года (лучший сайт-новичок года)» в интернет-конкурсе «ЗАРЯ-2011 (Звезды АстроРунета и Я — 2011)» проекта «Астротоп России».